# Zdeněk Bláha (Eishockeytrainer)
Zdeněk Bláha (* 26. Juni 1924 in Bratislava, Tschechoslowakei; † 12. März 2023) war ein tschechoslowakischer Eishockeyspieler und -trainer. Nach seiner Spielerkarriere arbeitete er als Trainer in Frankreich, Jugoslawien, Deutschland und Italien.

## Karriere
Zwischen 1949 und 1950 spielte er für die tschechoslowakische Nationalmannschaft in sechs Spielen, in denen er ein Tor erzielte. Sein Stammverein war der NV Bratislava, für den er fünf Saisons in der A-Mannschaft spielte. Außerdem spielte er in der Liga für ATK Praha, ZJS Zbrojovka Spartak Brno, Dynamo Pardubice, TJ Baník Chomutov und Tatru Smíchov.
In der Saison 1956/57 trainierte er den HK Jesenice und wurde mit ihnen jugoslawischer Meister. Zwischen 1975 und 1980 trainierte er den Gap HC. Mit ihnen wurde er in den Spielzeiten 1976/77 und 1977/78 Französischer Meister. Zwei Jahre trainierte er die französische Eishockeynationalmannschaft (1978–1980). Nach dieser Erfahrung wechselte er als Trainer nach Saint-Pierre-et-Miquelon, später nach Clermont-Ferrand und dann nach zum Diables Rouges de Briançon.
Am 22. Juni 2019 wurde er in den Temple de la renommée du hockey français aufgenommen.